# Antonio Briseño
Antonio Briseño Vázquez (* 5. Februar 1994 in Guadalajara, Jalisco) ist ein mexikanischer Fußballspieler auf der Position eines Verteidigers.  

## Leben

### Vereine
Der gebürtige Tapatío begann seine fußballerische Laufbahn im Nachwuchsbereich seines Heimatvereins Club Atlas, bei dem er in der Saison 2011/12 seinen ersten Profivertrag erhielt. Obwohl 2013 an den Ligarivalen UANL Tigres verkauft, war Briseño auch in der Saison 2013/14 noch auf Leihbasis für den Club Atlas tätig. Obwohl er in den beiden darauffolgenden Spielzeiten 2014/15 und 2015/16 insgesamt 26 Einsätze für die Tigres absolvierte, gelang ihm der große Durchbruch nicht und er wurde anschließend erneut verliehen. 
2017 wurde er an den portugiesischen Verein CD Feirense verkauft, für den er in den beiden folgenden Spielzeiten in der Primeira Liga 49 Einsätze absolvierte und 4 Tore erzielte.
2019 kehrte er nach Mexiko zurück, wo er seither bei Deportivo Guadalajara unter Vertrag steht. Seinen bisher einzigen Treffer für Chivas (und seinen überhaupt erst zweiten) in der Liga MX erzielte er am 28. Juli 2019 ausgerechnet beim 2:0-Heimsieg gegen seinen ehemaligen Verein UANL Tigres, bei dem er mit dem Führungstreffer zum 1:0 in der 8. Minute bereits frühzeitig die Weichen für den Erfolg stellte. Das einzige Tor, das ihm zuvor in der höchsten mexikanischen Spielklasse gelungen war, hatte er ausgerechnet am 9. August 2015 in einem Heimspiel der Tigres gegen Guadalajara erzielt. Zwar hatte er auch dort den Führungstreffer zum 1:0 erzielt, dem sein französischer Mannschaftskamerad André-Pierre Gignac unmittelbar vor der Pause das 2:0 folgen ließ. Doch am Ende konnte das Team aus seiner Heimatstadt Guadalajara noch zum 2:2 ausgleichen.

### Nationalmannschaft
Die im eigenen Land ausgetragene U-17-Fußball-Weltmeisterschaft 2011 war der erste große Erfolg für den jungen Nachwuchsspieler. Als Mannschaftskapitän führte Briseño die Mannschaft nicht nur an, sondern legte mit seinem Führungstreffer zum 1:0 im Finale gegen Uruguay auch den Grundstein zum 2:0-Endspielsieg und dem zweiten WM-Titel einer mexikanischen Juniorenauswahl.
2013 gewann er mit der mexikanischen Juniorenauswahl die CONCACAF U-20-Meisterschaft und wurde außerdem zum besten Spieler des Turniers gewählt.

## Erfolge

### National
- Mexikanischer Meister: Apertura 2015

### International
- U-17-Weltmeister: 2011
- U-20-CONCACAF-Sieger: 2013

### Persönlich
- Bester Spieler der U-20-CONCACAF-Meisterschaft: 2013